# Paul Hambruch
Paul Hambruch (* 22. November 1882 in Hamburg; † 25. Juni 1933 ebenda) war ein deutscher Ethnologe.

## Leben
Hambruch wuchs in Hamburg auf und besuchte das Johanneum, er studierte Chemie und Mathematik in Göttingen und Anthropologie, Ethnologie und Geografie in Berlin bei Ferdinand von Richthofen und Felix von Luschan. 1907 promovierte er in Berlin über die 1904 vom Museum für Völkerkunde Hamburg angekaufte Sammlung Franz Emil Hellwig.
Er war in den folgenden Jahren im Auftrag der Jaluit-Gesellschaft in Nauru tätig, um bei der Bekämpfung einer Kokospalmenkrankheit zu helfen.
Hambruch nahm in den Jahren 1909 bis 1910 im zweiten Expeditionsjahr an der Großen Hamburger Südsee-Expedition teil, die von Georg Thilenius organisiert war. Dabei waren ihm die ethnografischen Untersuchungen Mikronesiens übertragen, das damals weitgehend zu Deutsch-Neuguinea gehörte. Die Studien betrafen insbesondere die Inseln Nauru und Pohnpei. Für die Forschung über Pohnpeis Ruinenstadt Nan Madol werden Hambruchs Arbeiten nach wie vor als Grundlage gesehen.
Anschließend wurde er Mitarbeiter des Museums für Völkerkunde Hamburg und Leiter von dessen Südseeabteilung. Hambruch habilitierte sich 1919/1920, seit 1922 wirkte er als außerordentlicher Professor für Völkerkunde an der Universität Hamburg.
Seine Zusammenstellungen von Märchen der Südsee machten ihn einem breiteren Publikum bekannt.

## Schriften (Auswahl)
- Nauru. Ergebnisse der Südsee-Expedition, 1908–1910. II, Ethnographie: B. Mikronesien, Band 1: 1-2. Friederichsen, Hamburg 1914–15 (Online 1, 2).
- Ponape. Ergebnisse der Südsee-Expedition, 1908–1910. II, Ethnographie: B. Mikronesien, Band 7: 1-3. Friederichsen, Hamburg 1932–1936.
  - Teilband 1: Allgemeiner Teil: Geschichte, Geographie, Sprache, Eingeborene, 1932 (Hamburger Kulturgut Digital)
  - Teilband 2: Gesellschaft und geistige Kultur, Wirtschaft und stoffliche Kultur Verfasser: Hambruch, Paul; Eilers, Anneliese. Friederichsen, De Gruyter, Hamburg 1936.
  - Teilband 3: Die Ruinen. Ponapegeschichten, 1936 (digitalisate.sub.uni-hamburg.de)
- Truk. Ergebnisse der Südsee-Expedition, 1908–1910. 2, B, Bd. 5 (online)
- Landeskunde von Schleswig-Holstein, Helgoland und der Freien und Hansestadt Hamburg. Göschen, Leipzig 1912 (Datei auf Wikimedia Commons)
- Das Wesen der Kulturkreislehre. Zum Streite um Leo Frobenius. Asmus, Hamburg 1924.
- Oceanische Rindenstoffe. Stalling, Oldenburg 1926.
- Die Irrtümer und Phantasien des Herrn Prof. Dr. Herman Wirth, Marburg, Verfasser von „Der Aufgang der Menschheit“ und „Was heisst deutsch?“ Deutscher Polizei-Verlag, Lübeck 1931.
- Polowat, Hok und Satowal. Halbband 2 von: Inseln um Truk (Centralkarolinen Ost). Friederichsen, de Gruyter, Hamburg 1935 (Digitalisat)
- Ifaluk, Aurepik, Faraulip, Sorol, Mogemog. Halbband 2 von: August Krämer: Zentralkarolinen. Friederichsen, de Gruyter, Hamburg 1938.

Herausgeberschaften (Auswahl):
- James F. O’Connell: Elf Jahre in Australien und auf der Insel Ponape. Erlebnisse eines irischen Matrosen in den Jahren 1822-1833. Scherl, Berlin (1930). Engl. Titel: A residence of eleven years in New Holland and the Caroline Islands.
- Südsee-Märchen. 2. Auflage. Diederichs, München 1990, ISBN 3-424-00643-2 (Die Märchen der Weltliteratur). Erstausgabe 1916 (zeno.org oder Textarchiv – Internet Archive).
- Faraulip. Liebeslegenden aus der Südsee. Lübbe, Bergisch Gladbach 1983, ISBN 3-404-10277-0 (Bastei-Lübbe. Band 10277). Erstausgabe 1924.
- Malaiische Märchen. Aus Madagaskar und Insulinde. Diederichs, Jena 1922 (Die Märchen der Weltliteratur; projekt-gutenberg.org)